# داین کارول
داین کارول (به انگلیسی: Diahann Carroll)؛ (زادهٔ ۱۷ ژوئیهٔ ۱۹۳۵ – درگذشته ۴ اکتبر ۲۰۱۹) هنرپیشه، خواننده و مانکن اهل ایالات متحده آمریکا بود. وی از سال ۱۹۵۴ میلادی تا سال ۲۰۱۵ مشغول فعالیت بوده‌است.
کارول برنده جایزه گلدن گلوب بهترین بازیگر زن فیلم درام در سال ۱۹۶۸ شد.

## فیلم‌شناسی

### فیلم
- کارمن جونز (۱۹۵۴)
- پورگی و بس (۱۹۵۹)
- دوباره خداحافظ (۱۹۶۱)
- بلوز پاریس (۱۹۶۱)
- بشتاب غروب (۱۹۶۷)
- تقسیم (۱۹۶۸)
- کلودین (۱۹۷۴)
- بهترین بلوز (۱۹۹۷)
- ۱ دقیقه (۲۰۱۰)

### مجموعه تلویزیونی
- جولیا[۲] (۱۹۷۱–۱۹۶۸) که از تلویزیون ملی ایران نیز پخش شد
- ریشه‌ها: نسل‌های بعدی (۱۹۷۹)
- آناتومی گری (۲۰۰۶–۲۰۰۷)
- یقه سفید (۲۰۰۹–۲۰۱۴)
- دودمان